# Nazionale maschile di pallamano del Brasile
La nazionale brasiliana di pallamano rappresenta il Brasile nelle competizioni internazionali e la sua attività è gestita dalla Confederação Brasileira de Handebol.

## Storia
La nazionale maschile brasiliana ha debuttato a livello internazionale negli anni '80. Tuttavia, i risultati significativi sono arrivati più tardi, con un focus sull'allenamento e sulla partecipazione a competizioni internazionali.
Risultati principali:
Campionati Panamericani: Il Brasile ha vinto numerosi titoli, dominando spesso la competizione e contendendo il primato all'Argentina. È stato il campione in diverse edizioni, diventando la squadra più forte del continente.
Campionati mondiali: La partecipazione ai Mondiali è stata costante dagli anni '90. Il miglior risultato è stato il 9º posto nel 2019, un traguardo storico che ha mostrato il progresso della squadra.
Giochi Olimpici: Il Brasile ha ospitato i Giochi Olimpici del 2016 a Rio de Janeiro, partecipando come nazione ospitante e raggiungendo i quarti di finale, il miglior piazzamento olimpico della storia.
Altri tornei: La squadra ha vinto i Giochi Panamericani più volte, dimostrando il suo dominio nella regione.
Giocatori come Thiagus Petrus, Haniel Langaro e Maik Santos hanno dato un contributo fondamentale alla crescita e al riconoscimento internazionale del Brasile.